# Meliosma glandulosa
Meliosma glandulosa är en tvåhjärtbladig växtart som beskrevs av Georg Cufodontis. Meliosma glandulosa ingår i släktet Meliosma och familjen Sabiaceae. Inga underarter finns listade.